# Oresbius lindrothi
Oresbius lindrothi är en stekelart som först beskrevs av Henry Keith Townes, Jr. 1962.  Oresbius lindrothi ingår i släktet Oresbius och familjen brokparasitsteklar. Inga underarter finns listade i Catalogue of Life.